# چاگو اسپلیتر

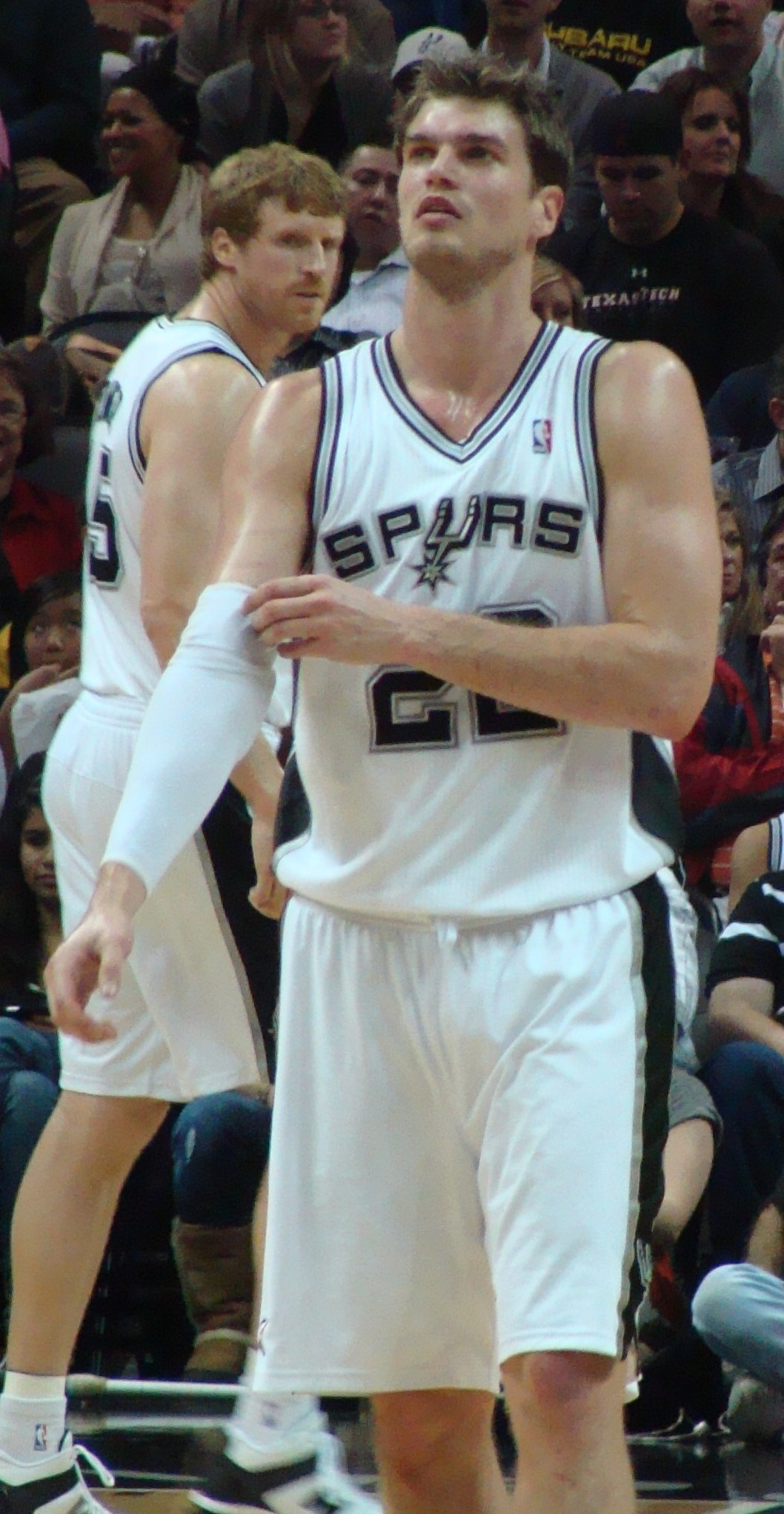

چاگو اسپلیتر بیمز (به انگلیسی: Tiago Splitter Beims) متولد ۱۹۸۵ بازیکن بسکتبال عضو تیم ملی بسکتبال برزیل است. او در پست سانتر فوروارد بازی می‌کند. او در اسپانیا با تیم ساسکی باسکونیا بوده و در سال ۲۰۰۹ بهترین بازیکن (ام وی پی) لیگ معرفی گردید. چاگو در ژوئیه ۲۰۱۰ به سن آنتونیو اسپرز پیوست تا در ان بی ای توان خود را در کنار تیم دانکن بیازماید. او اکنون برای آتلانتا هاوکس بازی می‌کند.